# Chiesa di San Giovanni Battista (Vazzola)
La chiesa di San Giovanni Battista è la parrocchiale di Vazzola, in provincia di Treviso e diocesi di Vittorio Veneto; fa parte della forania La Colonna.

## Storia
La prima citazione della pieve di Vazzola, matrice delle chiese di Rai, Tezze e Cimetta, risale al 1128, allorché venne menzionato un certo Pietro plebanus de la Vazzola.

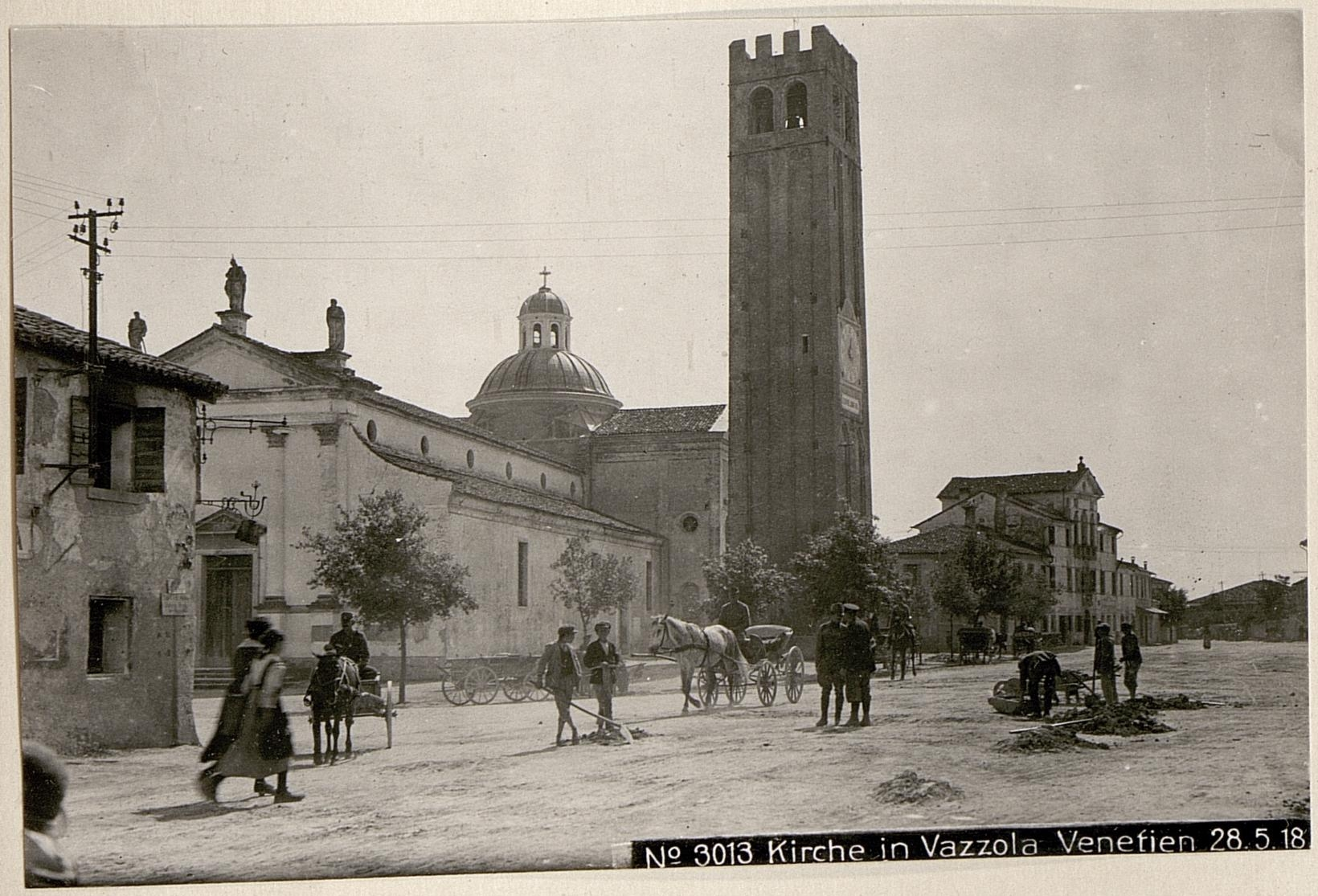
La chiesa durante la prima guerra mondiale

La primitiva chiesa, le cui fondamenta e il cui pavimento sono stati riscoperti secoli dopo, venne demolita nel XV secolo per far posto alla parrocchiale, consacrata il 9 novembre 1490 dal vescovo di Ceneda Nicolò Trevisan.
Nel 1918, alla fine della prima guerra mondiale, l'esercito austroungarico in ritirata fece saltare in aria il campanile e già durante il conflitto pure la chiesa aveva subito ingenti danni.
Il nuovo campanile, in stile neogotico, fu eretto su progetto del veneziano Vincenzo Rinaldi ed inaugurato nel 1922.
Nel 1928 la facciata della chiesa fu rifatta.

## Descrizione

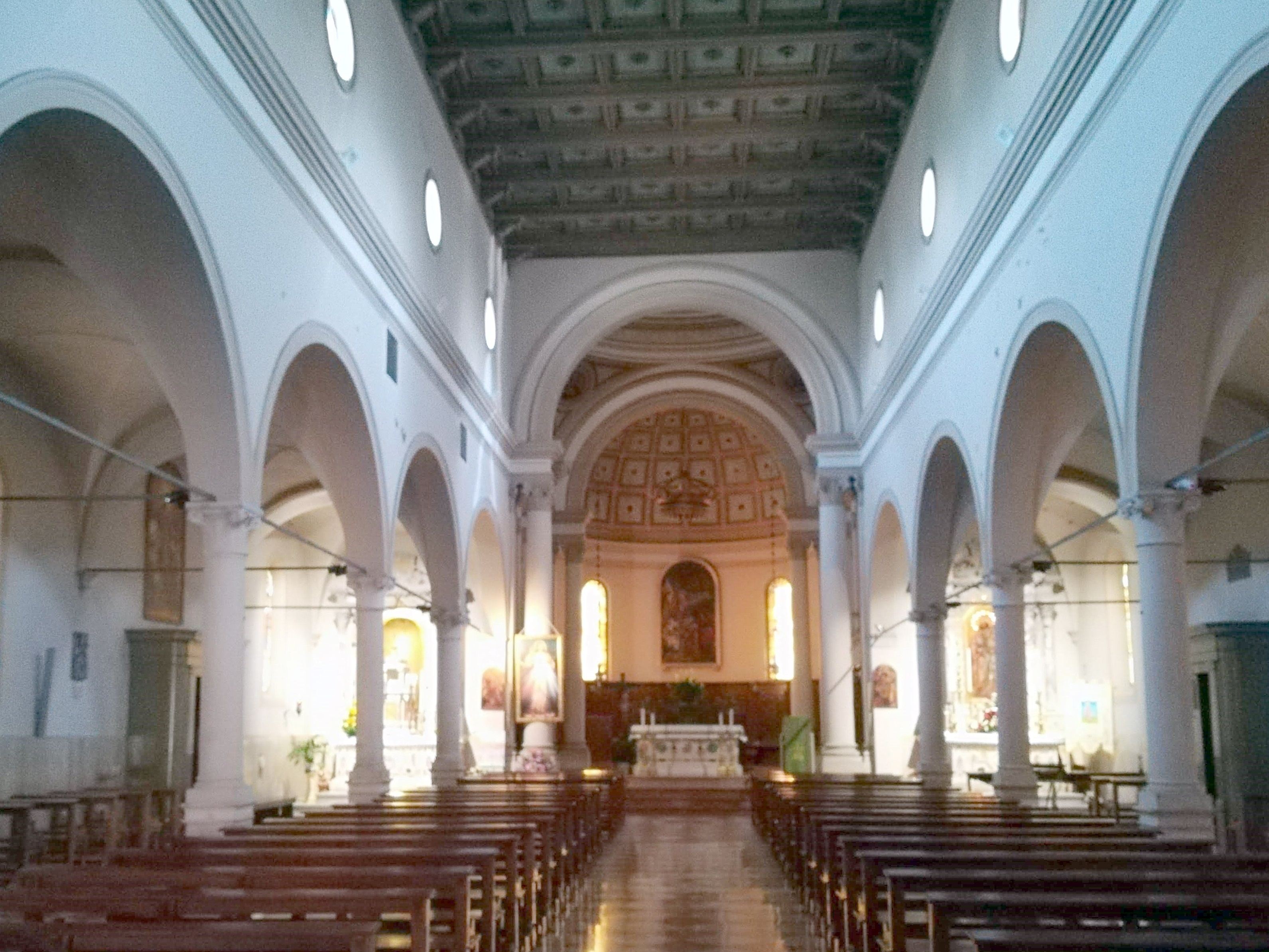
L'interno

La chiesa si presenta come un connubio tra lo stile bizantino e quello lombardesco.
Opere di pregio conservate all'interno, che è a tre navate con soffitto a cassettoni, sono la pala avente come soggetto la Deposizione, realizzata da Jacopo Palma il Giovane, gli affreschi raffiguranti i Quattro evangelisti con Cristo risorto, il Compianto sul Cristo morto, il Battesimo di Cristo e Predicazione alle turbe, dipinti da Francesco da Milano, e quelli ritraenti la Testa della Vergine, San Nicola di Bari tra San Girolamo e Santa Caterina di Alessandria e la Testa di San Paolo, eseguiti nel XVI secolo da Francesco Beccaruzzi; si segnalano inoltre la tela con soggetto San Macario, sempre del Beccaruzzi, la pala dell'altare maggiore raffigurante la Predica del Battista, già attribuita ad Andrea Celesti ma poi ricondotta alla mano di Giovanni Antonio Fumiani, e la pala raffigurante Sant'Elena, di autore ignoto.